# 마르카리아
마르카리아는 이탈리아 롬바르디아주 만토바도에 있는 코무네이다. 밀라노에서 남동쪽으로 약 110 킬로미터 (68 mi), 만토바에서 서쪽으로 약 20 킬로미터 (12 mi) 떨어져 있다.
마르카리아는 아쿠아네그라술키에세, 보르고 비르질리오, 보촐로, 카스텔루키오, 쿠르타토네, 가촐도델리이폴리티, 가추올로, 레돈데스코, 산마르티노달라르지네, 비아다나와 접해 있다.
르네상스 작가 발다사레 카스틸리오네는 1478년 카사티코에서 태어났다.